# Cimetière de Bosc
Le cimetière de Bosc est un petit cimetière familial français, où reposent le naturaliste Louis-Augustin Bosc d'Antic (1759-1828), son épouse, sa fille et plusieurs de ses parents. Le cimetière se situe en forêt de Montmorency, sur le territoire de la commune de Saint-Prix dans le Val-d'Oise.

## Localisation
Le cimetière de Bosc se situe dans le département français du Val-d'Oise, en forêt de Montmorency, sur le territoire de la commune de Saint-Prix, à l'ouest du château de la Chasse, accessible uniquement par un petit sentier.

## Historique
C'est un petit cimetière familial, où reposent le naturaliste Louis-Augustin Bosc d'Antic (1759-1828), son épouse, sa fille et plusieurs de ses parents. Bosc découvre la forêt de Montmorency alors qu'il est président de la Société des naturalistes français, peu après la Révolution française, lors de ses herborisations dans le vallon du château de la Chasse en compagnie des élèves de Jussieu. 
En 1791, il inaugure le buste de Rousseau à Montmorency et s'installe en 1792 à Sainte-Radegonde près du château de la Chasse. À la chute des girondins le 31 mai 1793, il cache ses amis politiques dans son logis ainsi que les mémoires de Manon Roland. Habillé en paysan pour ne pas éveiller l'attention, il se rend régulièrement chez ses amis à Saint-Prix et à Domont avec dans sa hotte des plantes médicinales. Bosc est le lien direct entre Rousseau et deux acteurs de la Révolution, Manon Roland et La Réveillière Lépeaux.[réf. nécessaire]
Il repose dans le petit cimetière non loin du château de la Chasse. Ce cimetière est inscrit au titre des monuments historiques par arrêté du 19 août 1933.